# Experimental Jetset

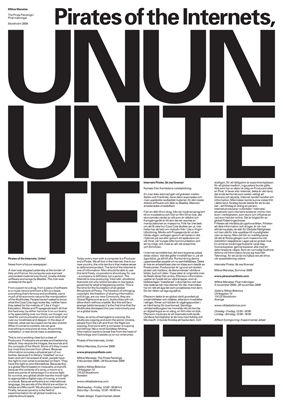
Pirate Manifesto by Miltos Manetas, Design by Experimental Jetset

Experimental Jetset ist ein niederländisches Grafikdesignstudio in Amsterdam. Das Studio wurde 1997 von Marieke Stolk, Erwin Brinkers und Danny van den Dungen gegründet.

## Gründung und Name
Stolk, Brinkers und van den Dungen lernten sich während ihres Grafik-Design-Studiums an der Gerrit Rietveld Academie in Amsterdam kennen. Marieke Stolk (* 1967 in Amsterdam) studierte von 1993 bis 1997, Erwin Brinkers (* 1973 in Rotterdam) von 1993 bis 1998 und Danny van den Dungen (* 1971 in Rotterdam) von 1992 bis 1997. Die Neugestaltung des niederländischen Popmagazins Blvd führte sie 1997 zusammen. Den Namen ihres Studios Experimental Jetset entlehnten sie dem Musikalbum der Rockband Sonic Youth aus dem Jahre 1994.

## Werk
Experimental Jetset arbeiten für Institutionen wie das Stedelijk Museum, das Centre Georges-Pompidou, das Whitney Museum of American Art und das Museum of Modern Art. Drucksachen und ortsspezifische Installationen bilden die beiden Schwerpunkte ihrer Gestaltungsarbeit. International bekannt machte sie 2001 der Entwurf für das japanische T-Shirt Label 2K/Gingham. Mit dem T-Shirt „John & Paul & Ringo & George.“ entwarfen sie den Archetyp des Typografie-Shirts. Seit diesem Jahren erhalten Experimental Jetset Bilder von T-Shirts in Anlehnung, als Hommage oder als Parodie auf „John & Paul & Ringo & George.“ Sie prägten für dieses Phänomen 2005 den Begriff ‚T-Shirtism‘.
2007 erwarb das Museum of Modern Art in New York eine Auswahl von 41 Werken von Experimental Jetset zur Aufnahme in die ständige Sammlung des MoMa. Weitere Institute und Archive mit Arbeiten von Experimental Jetset sind die Kunstbibliothek des MoMA, das Stedelijk Museum in Amsterdam, das San Francisco Museum of Modern Art, das Art Institute of Chicago, das Milwaukee Art Museum, das Musée des Arts Décoratifs in Paris und das Museum für Gestaltung Zürich.
Experimental Jetset unterrichteten von 2000 bis 2014 an der Gerrit Rietveld Academie, heute lehren sie am Werkplaats Typografie in Arnhem.